# الف (وبگاه)
الف وبگاهی خبری تحلیلی و غیردولتی است که از شهریور ۱۳۸۵ آغاز به فعالیت کرده‌است. احمد توکلی از زمان تاسیس تا دی ماه ۱۴۰۲ صاحب‌امتیاز این وبگاه بود و پس از آن امتیاز آن به بیژن مقدم واگذار گردید. الف اخبار برگزیدهٔ سایر رسانه‌ها را بازتاب می‌دهد و اخبار، گزارش‌ها و تحلیل‌های تولیدی نیز منتشر می‌کند. در منشور الف، این وبگاه محیطی برای اظهار نظرات بازدیدکنندگان و نیز مشارکت در تکمیل مطالب، تعمیق یا تأیید و رد مطالب و نظرات دیگران معرفی شده‌است.

## شورای سیاست‌گذاری
این وبگاه دارای هشت نفر شورای سیاست‌گذاری است که بیشترشان دارای مشاغل سیاسی کلیدی هستند که به اطلاعاتی فراتر از اطلاعات سایر رسانه‌ها دست‌رسی دارند که در جریان فعالیت این پایگاه تأثیرگذار بوده‌است. احمد توکلی و الیاس نادران از اعضای شورای سیاست‌گذاری هستند.
این وبگاه دارای چهار نیروی ثابت است.
برخی موافقان شیوه خبررسانی سایت الف، این وبگاه را رسانه‌ای می‌دانند که به شنیده‌ها و شایعات توجه ندارد.

## فعالیت‌ها

### رسوایی کردان
پس از معرفی علی کردان به عنوان وزیر کشور، الف با گرفتن استعلام از دانشگاه آکسفورد در مورد مدرک وی و انتشار خبر جعلی بودن مدرک وی، او را رسوا کرد.
پس از آن سایت الف در ایران فیلتر شد.

### هویت ترانه موسوی
بعد از مطرح شدن ماجرای تجاوز و قتل ترانه موسوی در وبلاگها و رسانه‌ها، سایت الف اقدام به انتشار فراخوان برای ارسال مدارک دربارهٔ هویت مالک عکسی که به نام ترانه موسوی منتشر شده بوده کرد. پس از دوازده روز، الف خبر دیگری را منتشر کرد و اعلام کرد که هیچ مدرکی دربارهٔ هویت واقعی و وجود یا عدم وجود ترانه موسوی دریافت نکرده‌است. این خبرگزاری خبری دربارهٔ پرسش از از دفتر سناتور مک کارتر که در سنای آمریکا دربارهٔ ترانه موسوی سخنرانی کرده بود، قرار داد و اعلام کرد در پاسخ، دفتر از منبع خبر سناتور ابراز بی‌اطلاعی کرده بود.

### دست‌گیری علی عسگری توسط اسرائیل
این پایگاه برای اولین بار موضوع زندانی‌شدن علی عسگری توسط اسرائیل را مطرح کرد.

### معاون اولی رحیم مشائی
پس از انتشار خبر معاون اولی احمدی‌نژاد و زمزمه‌های ارسال نامه رهبر ایران به احمدی‌نژاد در مخالفت با این انتصاب، الف روزشماری را با عنوان روزشمار ولایت پذیری در سایت خود قرار داد که زمان طی شده از دستور رهبر ایران را نشان می‌داد. این اقدام نمادین مورد توجه قرار گرفت و فشار مضاعفی را بر دولت وارد کرد. پس از کنار رفتن مشایی از معاونت، هواداران دولت بارها به این اقدام اعتراض کردند و آن را دستاویزی برای حمله قرار دادند.

### معاون اولی محمدرضا رحیمی
الف اسناد و اخباری دربارهٔ تقلبی بودن مدرک دکترای محمدرضا رحیمی (علیرغم استفادهٔ او از این عنوان) روی این وبگاه قرار داد و از وی خواست مدرک دکترای خود را منتشر کنددر نهایت الف خبری در پایگاه خود قرار داد که در آن اعلام نمود که نداشتن مدرک دکترای رحیمی توسط کامران دانشجو که وزیر علوم دولت احمدی‌نژاد است تأیید شده. بعد از مدت کوتاهی از انتشار این خبر رحیمی در یک جلسه از لقب دکتر استفاده کرده‌است.

## توقف فعالیت‌ها
در پی شکایت احمد قلعه‌بانی مدیر سابق سایپا و امیرحسین موسویان عضو تیم سابق مذاکره‌کننده هسته‌ای به اتهام افترا و نشر اکاذیب، بازپرس پرونده از توضیحات مدیرمسوول سایت الف در مورد پرونده احمد قلعه بانی قانع شده و در هر دو مورد اتهام نشر اکاذیب و افترا، قرار منع تعقیب صادر کرد. در پرونده احمد قلعه‌بانی، الف با انتشار مطلبی تحت عنوان قراردادهای سؤال‌برانگیز در سایپا، مواردی از مسایل مالی مدیر عامل سابق این شرکت را منتشر کرده بود. در پرونده شکایت حسین موسویان بابت انتشار اخباری در مورد عملکرد ایشان در پرونده هسته‌ای نیز، بازپرس پرونده در خصوص نشر اکاذیب، توضیحات مدیرمسوول الف را قانع‌کننده دانسته و قرار منع تعقیب الف را صادر کرد، اما اتهام افترا را وارد دانست. در نهایت، قاضی پرونده برای رفع اختلاف، پرونده را بررسی و نظر بازپرس را در مورد افترا تأیید کرد اما در مورد نشر اکاذیب، توضیحات مدیر مسوول الف را قانع‌کننده دانسته و قرار منع تعقیب الف را صادر کرد.
الف در اعتراض به مسدود شدن خود در جریان پیگیری پرونده کردان در تاریخ اول شهریور ۱۳۸۷ تا تعیین تکلیف پیگیری‌های قانونی فعالیت خود را رسماً متوقف کرد.
احمد توکلی مدیرمسئول این سایت در نامه‌ای به آیت‌الله شاهرودی اعتراض خود را رسماً بیان کرد.
در پی این اعتراض، هاشمی شاهرودی دستور به رفع توقیف این سایت داد. این سایت از روز شنبه ۱۶ شهریور ۱۳۸۷ فعالیت‌های خود را از سر گرفت.

## سایر حواشی
انتشار گزارش‌هایی در مورد شرکت سمگا ، انتشار گزارش‌هایی در مورد محمد شریف ملک‌زاده، مصاحبه با آلن ایر، سخنگوی وزارت خارجه ایالات متحده، انتشار بیانیه وزارت ارشاد ایران علیه این اقدام، حذف این مصاحبه از روی سایت پس از فشارهای وارده، فیلترینگ دوباره در تیرماه ۱۳۹۱ به دلیل آنچه انتشار نظرات خوانندگان نامیده شد، اعتراض سایت‌های محافظه کار به این فیلترینگ و رفع فیلتر پس از ۱۶ روز، از دیگر رخدادهای مرتبط با این سایت است.